# たんなん夢レディオ

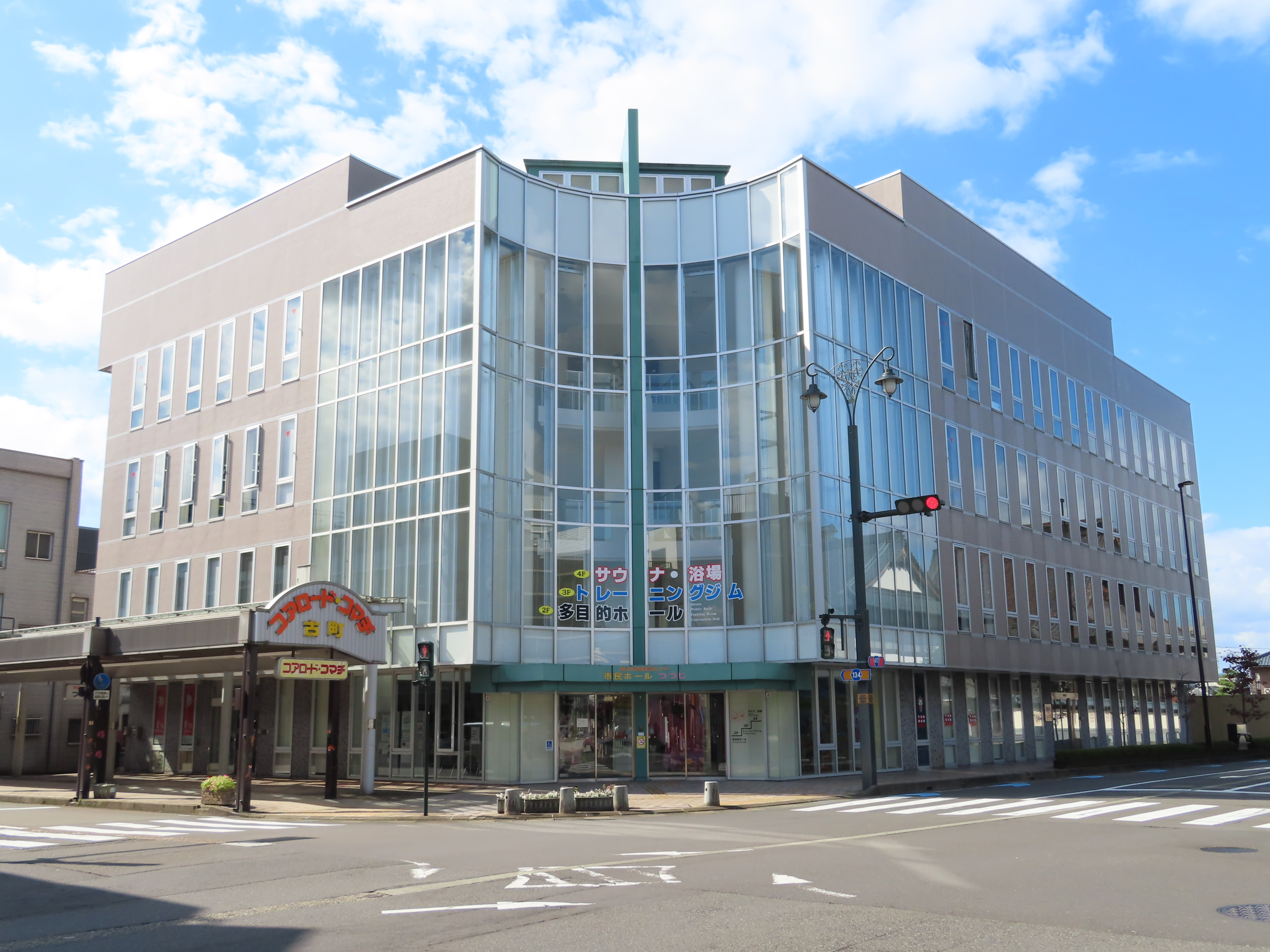
事務所・スタジオが置かれている鯖江市民ホールつつじ

特定非営利活動法人たんなん夢レディオ（たんなんゆめレディオ）は、福井県鯖江市、越前市、福井市、丹生郡越前町の各一部地域を放送区域として超短波放送（コミュニティ放送）を行っている特定地上基幹放送事業者である。愛称はたんなんFM（たんなんエフエム）。

## 概要
福井県で2番目に開局したコミュニティ放送局で、県内では初めてとなる特定非営利活動法人（NPO法人）の運営による放送局として開局した。聴取可能エリアは、鯖江市の大半の地域（市域の97%）、越前市（市域の77%）、越前町と福井市（旧丹生郡清水町）の各一部地域となっている。
たんなん夢レディオの特徴としては、放送区域の在住者がラジオパーソナリティ（「市民パーソナリティー」の呼称を使用）として出演している番組が放送されている。また、深夜放送などの時間帯には筑波大学のオープンコースウェア（OCW）講座も放送される。
24時間放送で、公式サイトにて音声部分のサイマル放送も行っている（以前はUSTREAMやYouTube Liveで配信していたが終了している）。一方で、鯖江市など丹南地域をサービスエリアとしているこしの都ネットワークでのラジオ再送信サービスは対象外となっている。

## 沿革
- 2005年（平成17年）
  - 7月7日 - 特定非営利活動法人たんなん夢レディオ認証。
  - 7月12日 - 特定非営利活動法人たんなん夢レディオ設立。
  - 9月30日 - 放送局（現在の特定地上基幹放送局）の予備免許を取得。
  - 10月20日 - 放送局の免許取得。
  - 10月21日 - 開局[2][5]。当日は11時から23時まで開局特別番組を放送[2]。
- 2011年（平成23年）
  - 4月 - 開局から実施していたJ-WAVEの再送信を終了。
- 2020年（令和2年）
  - 2月17日 - 越前市役所内（本庁舎西棟1階）に「市民オープンサテライトスタジオ」を開設[6]。

## 事業所
事務所・演奏所
- 鯖江市本町二丁目2番16号 鯖江市地域交流センター（市民ホールつつじ） 1階
  - サテライトスタジオが併設されている[1]。

サテライトスタジオ（現在運用中のもの）
- 市民オープンサテライトスタジオ[6][7]：越前市府中一丁目13番7号 越前市役所本庁舎西棟1階
- ラジヲ横丁：越前市若松町1番10号
- 越前しらやまSatoyamaすたじお[8]：越前市都辺町第36号84番地
- サイエンスカフェ：福井市文京三丁目6番17号（福井大学付近）

## 現在の主な番組
2022年時点。現在の番組の詳細は、公式サイトの番組一覧あるいはタイムテーブルを参照。
- みんなが主役 鯖江わいわい情報（毎日 7:30 - 7:50ほか）[9]
- 越前市民ふれあい情報（毎日 8:00 - 8:15ほか）[7]
- 朝生情報 晴ればれ（月曜日 - 水曜日・金曜日 9:00 - 11:55）[6] - 木曜日は下記の番組となっている。
  - 元気シルバー ナツメロとともに（木曜日 10:00 - 11:00）[3][4]